# Saint-Léger-lès-Domart
Saint-Léger-lès-Domart is een gemeente in het Franse departement Somme (regio Hauts-de-France) en telt 1758 inwoners (1999). De plaats maakt deel uit van het arrondissement Amiens.

## Geografie
De oppervlakte van Saint-Léger-lès-Domart bedraagt 7,1 km², de bevolkingsdichtheid is 247,6 inwoners per km².
De onderstaande kaart toont de ligging van Saint-Léger-lès-Domart met de belangrijkste infrastructuur en aangrenzende gemeenten.

## Demografie
Onderstaande figuur toont het verloop van het inwonertal (bron: INSEE-tellingen).